# Epomophorus grandis
Il pipistrello della frutta dalle spalline angolano minore (Epomophorus grandis  Sanborn, 1950) è un Pipistrello appartenente alla famiglia degli Pteropodidi, endemico dell'Angola e del Congo.

## Descrizione

### Dimensioni
Pipistrello di medie dimensioni con la lunghezza della testa e del corpo di 99 mm, la lunghezza dell'avambraccio tra 62 e 66 mm, la lunghezza della coda fino a 8 mm, la lunghezza del piede tra 18 e 19,6 mm e la lunghezza delle orecchie tra 16 e 18 mm.

### Aspetto
La pelliccia è densa sopra e più sparsa inferiormente. Le parti dorsali sono bruno-rossastre chiare con la base dei peli più scura, mentre quelle ventrali variano dal marrone chiaro al bruno-biancastro. La gola è quasi priva di peli. I maschi hanno due ciuffi di lunghi peli bianchi intorno alle ghiandole situate su ogni spalla. La testa è marrone chiaro, il muso è allungato con le labbra e le guance carnose ed estensibili. Gli occhi sono grandi. Le orecchie sono relativamente corte, leggermente appuntite, prive di peli e marroni, con le caratteristiche macchie bianche alla loro base anteriore e posteriore. Le ali sono marroni chiare e attaccate posteriormente alla base del secondo dito del piede. La coda è molto corta o assente, mentre l'uropatagio è ridotto ad una sottile membrana che si estende lungo la parte interna degli arti inferiori. Sono presenti 6 solchi palatali, di cui soltanto il primo non è diviso in due parti.

## Biologia

### Alimentazione
Si nutre di frutta.

### Riproduzione
Una femmina è stata catturata con un piccolo immaturo nel mese di settembre, il che suggerisce che le nascite avvengono probabilmente subito prima della stagione delle piogge.

## Distribuzione e habitat
Questa specie è stata osservata soltanto a Dundo, nell'Angola nordorientale e Pointe-Noire nel Congo.
Probabilmente vive nelle Savane e nelle foreste tropicali umide.

## Tassonomia
Questa specie è stata inizialmente descritta come appartenente al genere Micropteropus. Tuttavia recenti studi tendono a riconsiderare nuovamente la sua posizione all'interno della famiglia.

## Conservazione
La IUCN Red List, considerata la mancanza di informazioni recenti, classifica E.grandis come specie con dati insufficienti (DD).